# Азербайджан на летней Универсиаде 2015
Азербайджан на XXVIII Всемирной Летней Универсиаде в Кванджу представляло 12 спортсменов в трёх видах спорта: лёгкой атлетике, фехтовании и дзюдо. В итоге сборная Азербайджана завоевала две золотые медали и одну бронзовую медаль, удостоившись 27-го места.

## Медалисты
| Медаль | Спортсмен       | Вид спорта      | Соревнование           |
| ------ | --------------- | --------------- | ---------------------- |
| Золото | Хайле Ибрагимов | Лёгкая атлетика | Мужчины, бег на 5000 м |
| Золото | Анна Скидан     | Лёгкая атлетика | Метание молота         |
| Бронза | Гусейн Рагимли  | Дзюдо           | до 73 кг               |

## Результаты соревнований

### Дзюдо
Первую медаль Азербайджана на Универсиаде завоевал дзюдоист Гусейн Рагимли. Начав своё выступление с 1/16 финала, он проиграл японцу Юдзи Ямамото, но в связи с выходом соперника в полуфинал продолжил состязание за бронзу в утешительном раунде. Победив сначала Эдуарда Никулаеску из Румынии, а затем Вацлава Седьмидубски из Чехии, Рагимли одолел позднее бразильца Игора Перейро и Камола Расулова из Узбекистана. В схватке же за бронзовую медаль Рагимли на второй минуте одержал иппоном победу над Зелимханом Оздоевым из России.

### Лёгкая атлетика
В метании молота Азербайджан представляла Анна Скидан, которая, бросив снаряд на 70,67 метров, заняла первое место. Это была вторая награда сборной Азербайджана на Универсиаде.
Другой легкоатлет Азербайджана Хайле Ибрагимов также взял золотую медаль УНиверсиады, на дистанции 5000 метров, финишировав за 13 минут 44,31 секунды.

### Фехтование
Саблистки Севиль Буньятова и Сабина Микина завершили групповой этап на первом месте, выйдя тем самым в плей-офф. Микина в первом поединке раунда плей-офф одолела вранцуженку Джоел Белин со счётом 15:11, но затем уступила проиграла Сеон Хее Ким из Южной Кореи со счётом 12:15. Севиль Буньятова же на старте плей-офф проиграла Виктории Марте из Польши со счётом 12:15. Саблистка Севиндж Буньятова же заняла последнее место в своей группе.